# Ernst Robert Pietsch
Ernst Robert Pietsch (* 18. September 1850 in Zeisdorf/Niederschlesien; † 21. Februar 1928 in Sosnowiec) war ein deutscher Landschaftsgärtner in Oberschlesien. Bekannt wurden Ende der 1990er Jahre seine handschriftlich verfassten Reisetagebücher.

## Biografie

### Familie
Ernst Robert Pietsch war der älteste Sohn von Henriette Bertha Ruge (1826–1882), Tochter eines Kunstgärtners der Familie von Knobelsdorff in Hirschfeldau (Jelenin). Pietsch wurde auf dem Gut Zeisdorf geboren, das 1826 aus dem Besitz der Familie von Knobelsdorff in den der Familie von Kessel gelangt war. Die Ehe der Eltern wurde arrangiert: Erst zwei Monate vor der Entbindung wurde die werdende Mutter mit Johann Gottfried Pietsch, Sohn eines Großknechtes der Adelsfamilie, verheiratet. Bald darauf avancierte dieser vom herrschaftlichen Kutscher zum Gutsverwalter der Familie von Kessel auf Schloss Zöbelwitz.
Ernst Robert Pietsch wuchs finanziell abgesichert im engen Umfeld der Familie von Kessel auf und lernte später den Beruf eines Kunstgärtners. Neben dem Einfluss der Mutter mag ihn „nicht zuletzt der 60 Morgen große englische Park inspiriert haben, der mit seinen Teichen, Rasenflächen und Baumgruppen das weitläufige Tudorschloss Zöbelwitz umgab und häufig Parkliebhaber zur Besichtigung anzog“.
Nach der Eheschließung (1882) mit Ernestine Pauline Hoffmann (1862–1923), Tochter eines niederschlesischen Freibauerngutsbesitzers, lebte das Paar zunächst in Lüben (Lubin), wo Pietsch eine Gärtnerei betrieb. Von hier holte ihn der Textilfabrikant Heinrich Dietel (1839–1911) nach Sosnowiec, wo ihm im Alter von vierzig Jahren die Gestaltung und Pflege eines Landschaftsparkes rund um das Anwesen des Fabrikanten übertragen wurde. Die Familie Pietsch lebte in engem Anschluss an die Familie des Industriellen Dietel, mit der sie freundschaftlich verbunden war.
Von den beiden Töchtern heiratete Martha Pietsch den pietistisch geprägten Lehrer und Kantor Karl Nordheim aus Langenau (Czernica), der in Beziehung zur dort tätigen Diakonisse Eva von Thiele-Winckler stand. Das Paar gab die schlesische Heimat bereits vor dem Zweiten Weltkrieg auf, um der Familie der jüngsten Tochter beizustehen, die den damaligen Pfarrer in der Bekennenden Kirche, Jobst Begrich, geheiratet hatte.
Pietschs jüngere Tochter Bertha heiratete einen Berliner Weingroßhändler und ging nach Schlesien zurück. Bei der Ausweisung aus Schlesien (1946) rettete Pietschs Enkelin Marie-Luise Hoffmann (1918–2005) zwei handschriftliche Reiseaufzeichnungen ihres Großvaters versteckt hinter einem Bild in einem Kopfkissenbezug.
Ernst Robert Pietsch unternahm zusammen mit seiner Frau, dem „braven Reisekameraden“, wie er sie wiederholt titulierte, zahlreiche Reisen durch Europa, von denen nur jene beiden Berichte erhalten geblieben sind, die der Ururenkel Historiker Stefan Wolter 1999/2001 erstmals veröffentlichte und zunächst in Polen präsentierte. Zur vierten Generation der Nachfahren Pietschs gehören außerdem der Journalist Tilman Steffen, der Medienkünstler Chris Ziegler und die Schriftstellerin Claudia Ziegler.

### Wirken am Landschaftspark in Sosnowiec
Um 1890 wurde Ernst Robert Pietsch nach Sosnowiec berufen, im damals russisch verwalteten Teil Polens. Hier fand der gelernte Kunstgärtner bei dem aus Wilkau (Sachsen) stammenden Textilfabrikanten Heinrich Dietel eine attraktive Lebensaufgabe. Er war für die Ausführung und Erhaltung eines großen Landschaftsparks zuständig (polnisch Park Dietla w Sosnowcu), der zum Grundstück Dietels gehörte und durch seine historisierenden Formen, den künstlichen Grotten, Seen, Hügeln und Ruinen ein unverwechselbares Aussehen erhielt. Dietel hatte 1878 mit dem Aufbau einer Spinnerei begonnen. Um 1890 ließ er sich ein Neobarockschloss erbauen (polnisch: Pałac Dietla), das heute zu den wertvollsten Architekturdenkmälern jener Zeit in Polen gehört. Es erhebt sich am Rande des inzwischen fast vollständig zerstörten Parks, von dem nur 5,5 Hektar geblieben sind. In Sosnowiec geht man heute davon aus, dass Pietsch „im Mausoleum seines Gönners Heinrich Dietel“ beigesetzt wurde.

### Die historischen Reiseberichte
„Wieder Regen und rauchhaltige Luft überall“, beklagte Pietsch nach Rückkehr von seiner Reise nach Schweden im Jahr 1908: „Dem ganzen hiesigen Leben und Treiben konnte ich schon lange keinen Geschmack mehr abgewinnen“. Drei Dinge trugen dazu bei, das Leben in der rasch wachsenden Industriestadt – 1902 hatte sie das Stadtrecht erhalten – erträglich zu gestalten: die Arbeit am Park, „die liebenswürdige, einsichtsvolle Behandlung“ seitens der Familie Dietel sowie „der Vorgenuss der nächsten Reise“. Die Reisen gaben Anregungen für die eigene Tätigkeit. So suchte Pietsch bevorzugt gärtnerische Anlagen auf, wie die landwirtschaftliche Hochschule in Alnarp (Schweden) oder den Botanischen Garten in Berlin Dahlem in der Phase seiner Entstehung 1903 sowie im Jahr 1912.
2008 lagen die beiden aus dem Handschriftlichen übertragenen und kommentierten Reiseberichte erstmals in einer Gesamtausgabe vor. Die Bücher wurden unter anderem im Hamburger Abendblatt, dem Weser-Kurier und in der TAZ rezensiert. Wiederholt flossen sie als Quelle in die wissenschaftliche Literatur ein.
Der Herausgeber schreibt im Vorwort der Gesamtausgabe:

„Den Reiseberichten war seit ihrer Wiederentdeckung vor zehn Jahren selbst eine bewegte Geschichte beschieden. So wurde der Bericht der „Reise nach Schweden und Dänemark im Jahre 1908“ in zwei Auflagen gedruckt (…) und 2003 als Hörbuch der Deutschen Zentralbibliothek für Blinde zu Leipzig herausgebracht. Auch darüber hinaus kam er zu Ehren, etwa als Literaturempfehlung des Baedeker-Allianz-Reiseführers Dänemark (2001) oder in einem Schreiben der schwedischen Kinderbuchautorin Astrid Lindgren, die sich für das „interessante Buch“ bedankte. Der Bericht der Reise nach Helgoland wurde 2001 vom Hainholz-Verlag in einer Auflage herausgebracht und danach in Auszügen in einem Feature für NDR-Inforadio verarbeitet.“